# 오픈미디어볼트
오픈미디어볼트(OpenMediaVault, OMV)는 네트워크 결합 스토리지(NAS)용으로 설계된 자유 리눅스 배포판이다. 이 프로젝트의 선임 개발자는 Volker Theile로, 2009년에 시작했다. OMV는 데비안 운영 체제에 기반을 두며 GNU 일반 공중 사용 허가서 v3로 라이선스되어 있다.

## 배경
2009년 말, Volker Theile는 2005년 Olivier Cochard-Labbé가 m0n0wall로부터 개발을 시작한 NAS 운영 체제 FreeNAS의 유일한 활동적인 개발자였다. m0n0wall은 FreeBSD 운영 체제의 일종이었으며 Theile는 리눅스용으로 FreeNAS를 재개발하길 바랐다. 프로젝트 팀은 필수 기능 지원을 위해 FreeNAS의 주요 재개발이 필요하다는 것을 수개월 간 알고 있었다. Cochard-Labbé가 FreeBSD 기반 시스템에 머무를길 선호했으나 그와 Theile는 Theile가 다른 이름으로 리눅스 버전을 개발하는 데 동의하였다. 해당 이름은 처음에 코어NAS(coreNAS)였으나 수일 뒤 Theile는 이 이름을 버리고 오픈미디어볼트(OpenMediaVault)라는 이름을 채택하였다.
이 와중에도 FreeNAS는 여전히 재개발과 유지보수가 필요했다. 이를 달성하기 위해 Cochard-Labbé는 TrueOS 운영 체제를 개발하는 미국 기업 iXsystems에 개발을 위임했다.

## 기술적 설계
Theile가 데비안을 선택한 이유는 패키지 관리자에 속한 다수의 프로그램들을 자신이 직접 소프트웨어 리패키징을 하는데 시간을 들이고 싶지 않아서였다. 오픈미디어볼트는 데비안 운영 체제에 변경을 거의 취하지 않는다. 관리 및 커스터마이즈를 위해 웹 기반 사용자 인터페이스를 제공하며 새 기능의 구현을 위해 플러그인 API를 제공한다. 웹 인터페이스를 통해 플러그인을 설치할 수 있다.

## 같이 보기
- 직접 연결 저장장치(DAS)
- 스토리지 에어리어 네트워크(SAN)
- CryptoNAS
- FreeNAS
- napp-it
- 넥센타 OS
- Open-E
- PulsarOS
- 윈도우 홈 서버